# اندیس کرداش
کرداش یک اندیس غیرفلزی است که در حوالی شهر چادگان استان چهارمحال و بختیاری قرار دارد و مادهٔ معدنی موجود در آن، سیلیس است.  